# Jakub Jackowski
 Jakub Zebedeusz Jackowski z Jackowa herbu Ostoja (zm. po 1472 r.) – kanonik, prałat, scholastyk kapituły kolegiackiej w Opatowie.

## Życiorys

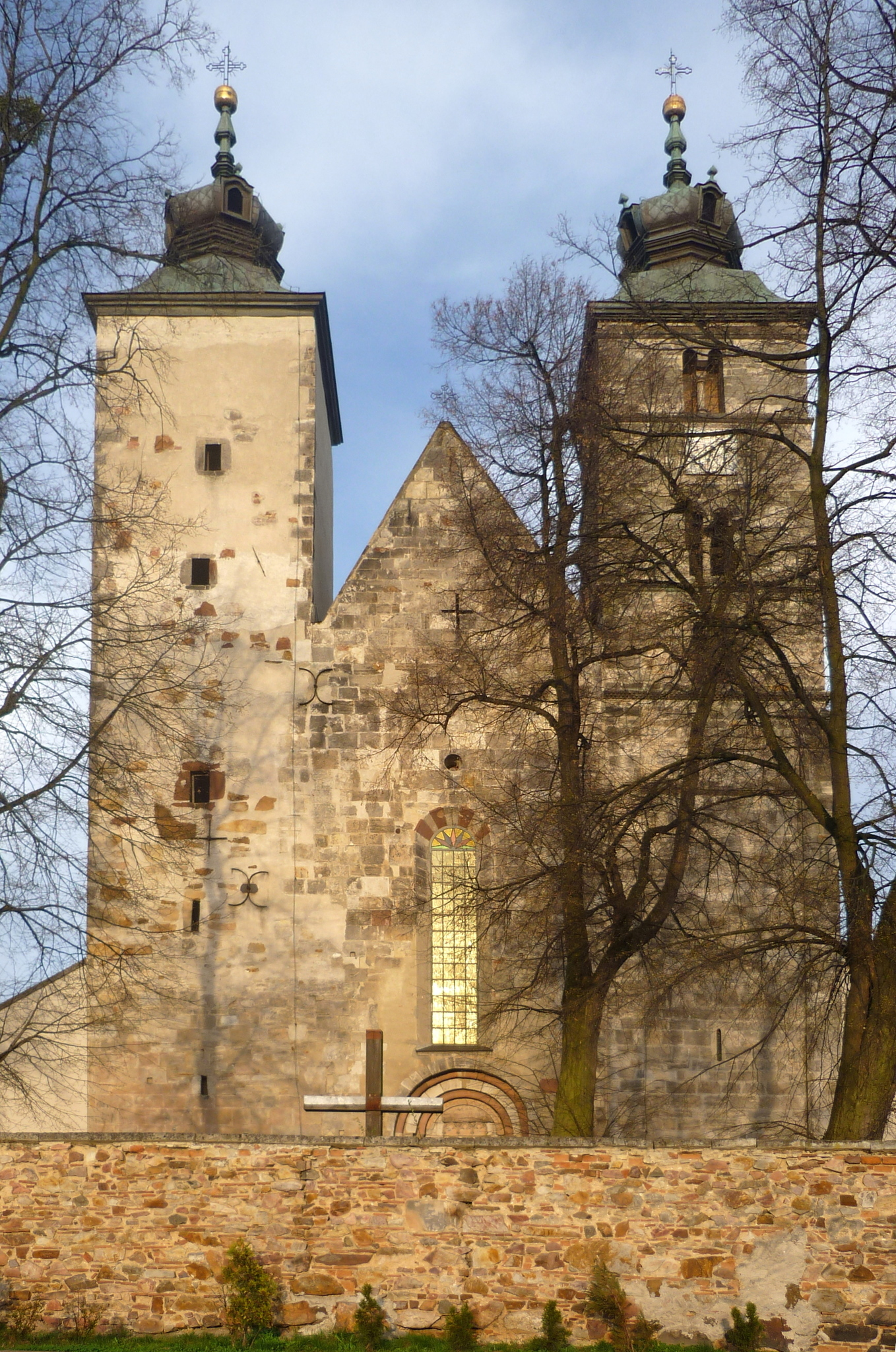
Kolegiata w Opatowie

Jakub Zebedeusz Jackowski pochodził z Jackowa w województwie sieradzkim (obecnie w woj. śląskim) i pieczętował się herbem Ostoja. Został wspomniany przez Jana Długosza jako scholastyk kapituły kolegiackiej w Opatowie oraz nobilis de domo et familia Ostoya (szlachcic z rodu Ostojów). Kapituła przy kolegiacie św. Marcina w Opatowie powstała prawdopodobnie pod koniec XII wieku w związku z planami misyjnymi wobec Rusi. Pierwszy raz kapituła wymieniona jest w 1206 roku. Jakub Jackowski jako scholastyk kapituły opatowskiej występuje w dokumencie z 1472 roku, w którym Jan z Wielkiego Opatowa, kleryk diecezji krakowskiej, relacjonuje przeniesienie praw parafialnych z kościoła NMP w Opatowie do kolegiaty św. Marcina w Opatowie Wielkim. Dokument ten został wystawiony w obecności m.in.: Dziersława z Rytwian, wojewody i starosty sandomierskiego, Krzesława, prepozyta kurzelowskiego i sekretarza królewskiego a także prałatów kościoła św. Marcina w Opatowie i rajców opatowskich.